# Diaboleit
Diaboleit – rzadki, wtórny minerał miedzi z grupy halogenków. Chemicznie jest wodorotlenkiem chlorku ołowiu i miedzi.
Nazwa została nadana w celu odróżnienia go od boleitu, poprzez dodanie greckiego przedrostka dia-, oznaczającego 'inny' lub 'różny'. Został odkryty w 1923 roku w Anglii.

## Właściwości
Krystalizuje w układzie tetragonalnym. Posiada kryształy o pokroju płytkowym lub słupkowym. Występuje również w formie kryształów narosłych i naskorupień. Niebieski w odcieniach o szklistym połysku. Jest minerałem kruchym, półprzezroczystym lub przezroczystym. Całkowicie rozpuszczalny w kwasie azotowym. 

## Występowanie
Występuje w strefie utleniania wystąpień kruszców miedzi i ołowiu, w utlenionych rudach żelazu i manganu, a także na hałdach po odpadach hutniczych i w żużlu wystawionym na oddziaływanie wody morskiej. Towarzyszą mu minerały takie jak wherryit, laurionit, leadhillit, cumengeit, boleit, anglezyt, fosgenit, atakamit, cerusyt, kwarc czy caledonit. Typową lokalizacją jest Anglia. Występuje także w Chile, Niemczech, Francji, Włoszech, Iranie, Rosji, Grecji i Stanach Zjednoczonych (Arizona i Kalifornia). 

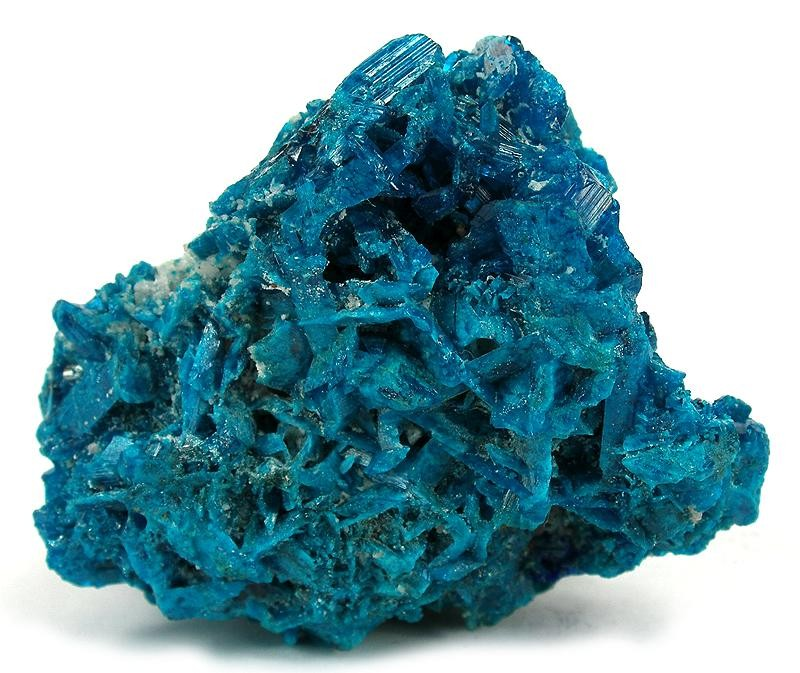
w towarzystwie caledonitu z Arizony